# Apostolado Internacional de Nossa Senhora das Lágrimas
O Apostolado Internacional de Nossa Senhora das Lágrimas é uma organização religiosa sem fins lucrativos composta pelos fiéis católicos que, inspirados pelas revelações de Jesus Cristo e da Virgem Maria à Irmã Amália de Jesus Flagelado, em Campinas, no Brasil, efetuam ações de apostolado e procuram difundir essa mesma mensagem de amor, misericórdia e salvação, a todo o mundo. Seus membros são conhecidos como Missionários e Missionárias das Lágrimas de Maria.

## História

### As aparições em Campinas

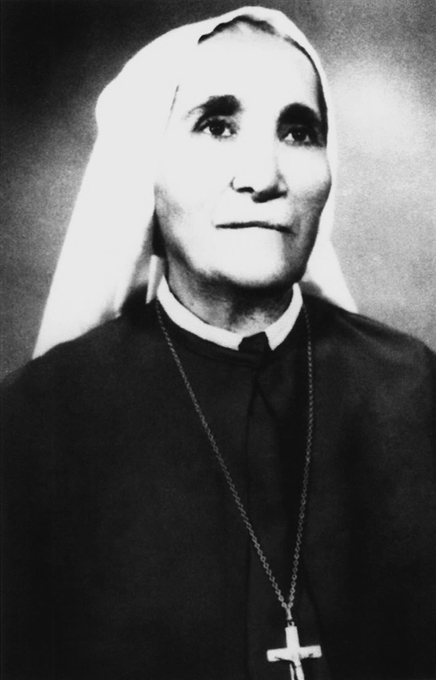
Irmã Amália, a vidente de Nossa Senhora das Lágrimas.

Foi no Instituto das Irmãs Missionárias de Jesus Crucificado, fundado por Dom Francisco de Campos Barreto, Bispo de Campinas, que viveu a Irmã Amália de Jesus Flagelado, a freira espanhola agraciada com o fenômeno dos sagrados estigmas de Nosso Senhor Jesus Cristo e com inúmeras aparições marianas. Esta religiosa fez parte do grupo de primeiras irmãs e foi cofundadora do Instituto, tendo feito os seus votos perpétuos no dia 8 de dezembro de 1931.
Na década de 1930, na capela da Avenida Benjamin Constant, n.º 1344 (esquina com a Rua Luzitana, n.º 1331), em Campinas, no Estado de São Paulo, no Brasil, a Virgem Maria e o Seu próprio filho, Jesus Cristo, terão aparecido várias vezes à Serva de Deus Irmã Amália de Jesus Flagelado (nome de batismo, Amália Aguirre), comunicando-lhe muitas mensagens com apelos de oração, de sacrifício e de penitência. A Santíssima Virgem Maria apresentou-se como Nossa Senhora das Lágrimas e ensinou-lhe as jaculatórias da Coroa (ou Rosário) das Lágrimas.

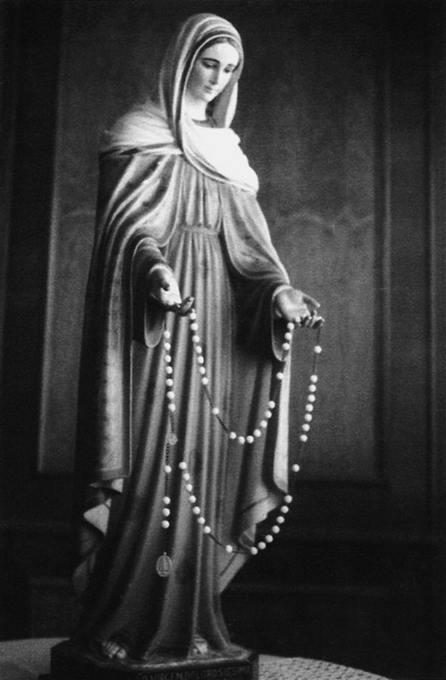
Estátua original de Nossa Senhora das Lágrimas em Campinas, no Brasil.

No dia 8 de abril de 1930, Nossa Senhora revelou também à Irmã Amália uma nova medalha milagrosa, a medalha da evocação às Suas lágrimas, e pediu-lhe que, conjuntamente com a Coroa (ou Rosário), a difundisse pelo mundo inteiro, pois através dessa mesma medalha dar-se-iam muitos prodígios, um grande número de conversões e muitas almas seriam salvas. Por ordem da Mãe de Deus, a medalha traz cunhada na frente a imagem de Nossa Senhora das Lágrimas entregando a Coroa (ou Rosário) das Lágrimas à Irmã Amália, exatamente como aconteceu na aparição de 8 de março de 1930, e com as palavras ao redor: '"Ó Virgem Dolorosíssima, as Vossas Lágrimas derrubaram o império infernal!"; no verso, a medalha traz cunhada a imagem de Jesus Manietado (ou seja, com as mãos amarradas durante a Sua Paixão) com as seguintes palavras: "Por Vossa Mansidão Divina, ó Jesus Manietado, salvai o mundo do erro que o ameaça!".

Embora a Irmã Amália de Jesus Flagelado, na década de 1930, tenha conseguido divulgar a Coroa e a Medalha das Lágrimas, e essas devoções até tenham chegado a alguns países estrangeiros, esses meios de salvação da Mãe de Deus permanecem ainda muito desconhecidos.

### O reconhecimento eclesiástico
Em 8 de março de 1932, o Bispo de Campinas, Dom Francisco de Campos Barreto, reconheceu a veracidade das aparições marianas à Irmã Amália de Jesus Flagelado e concedeu as devidas autorizações – entre elas, o Imprimatur – para a publicação dos seus escritos (que incluíam as mensagens de Jesus e da Virgem Maria) e das orações da Coroa (ou Rosário) de Nossa Senhora das Lágrimas.
Em 20 de fevereiro de 1934, o mesmo prelado publicou uma carta episcopal e reforçou a importância da devoção a Nossa Senhora das Lágrimas.

### O apostolado internacional
Depois de dez anos de uma profunda investigação, de recolha de informação e de testemunhos pessoais, Renato Carrasquinho recompilou os escritos e as mensagens originais ditadas pelo Céu à Irmã Amália de Jesus Flagelado, e ainda reconstituiu biograficamente a vida da religiosa missionária com pleno rigor. Em 2017, para assinalar o centenário das aparições marianas de Fátima, em Portugal, as quais antecederam as aparições de Campinas, no Brasil, e ainda como resposta efetiva aos apelos da Virgem Maria, o autor fundou, com representação mundial, o Apostolado Internacional de Nossa Senhora das Lágrimas.